# NK Zadrugar Hrastovsko
NK Zadrugar je nogometni klub iz Hrastovskog.
Trenutačno se natječe u 1. ŽNL Varaždinskoj.
Najveći uspjeh kluba je pobjeda nad Pazinkom u pretkolu Hrvatskog Nogometnog Kupa u sezoni 2010./11. u gostima. Rezultat je bio 2-1. 